# Pelidnota paraguayensis
Pelidnota paraguayensis är en skalbaggsart som beskrevs av Bates 1904. Pelidnota paraguayensis ingår i släktet Pelidnota och familjen Rutelidae. Inga underarter finns listade i Catalogue of Life.